# Pomiar światła
Pomiar światła – w fotografii, pomiar służący do prawidłowego ustawienia parametrów ekspozycji fotografowanego obiektu. Przeprowadzany jest przy pomocy zewnętrznego, bądź wewnętrznego światłomierza aparatu fotograficznego. 
W przypadku aparatu z wewnętrznym światłomierzem działającym w trybie TTL (pomiar przez obiektyw) można wyróżnić następujące tryby pomiaru światła:
- pomiar punktowy (spot),
- pomiar centralnie-ważony,
- pomiar matrycowy.